# Ludwik Hoffman
Ludwik Hoffman (ur. 15 kwietnia 1923 w Drohobyczu, zm. 24 lipca 2010 w Berlinie) – polski działacz społeczności żydowskiej w Wałbrzychu, wieloletni przewodniczący wałbrzyskiego oddziału Towarzystwa Społeczno-Kulturalnego Żydów w Polsce i wałbrzyskiej filii Gminy Wyznaniowej Żydowskiej we Wrocławiu.
Urodził się w Drohobyczu w rodzinie żydowskiej, jako syn Natana Hoffmana (1878–1942) i Sabiny z domu Sztegman (1873–1926); miał siostrę Stellę (ur. 1926). Podczas II wojny światowej więzień getta w Truskawcu i obozów w Płaszowie i Groß-Rosen. Zakończenia wojny i wyzwolenia doczekał w wałbrzyskiej filii Gross-Rosen przy ulicy Królewieckiej. 
Po zakończeniu wojny zamieszkał w Wałbrzychu, gdzie przez wiele lat pracował w handlu, m.in. w Wałbrzyskim Przedsiębiorstwie Handlu Wewnętrznego i Państwowym Domu Towarowym Centrum. Od lat 70. działał w wałbrzyskim oddziale Towarzystwa Społeczno-Kulturalnego Żydów w Polsce, którego był wieloletnim przewodniczącym, pod koniec życia honorowym przewodniczącym i gdzie pracował jako instruktor do spraw kultury. W Zarządzie Głównym tej organizacji był przez wiele lat członkiem sądu koleżeńskiego.
Zmarł w Berlinie, gdzie przebywał na zjeździe byłych więźniów hitlerowskich obozów koncentracyjnych. Pochowany został 4 sierpnia na cmentarzu żydowskim przy ulicy Moniuszki w Wałbrzychu.